# 赤坂神社 (各務原市)
赤坂神社（あかさかじんじゃ）は、岐阜県各務原市鵜沼東町に鎮座する神社。
稲葉郡鵜沼町東町区（現・各務原市鵜沼東町）の産土神である。

## 概要
創建時期は不明。寛永12年（1635年）に現在地に移転。正保4年（1647年）に再興。
江戸時代は天王社、または一宮神社（一ノ宮）と呼称。鵜沼宿の高札場がこの付近に設置されている。明治初期に武速神社に改称し、1877年（明治10年）頃に赤坂神社に改称する。
1917年（大正6年）に境内の大規模な改修が行われた。

## 祭神
- 素盞嗚命
- 稲田姫命